# Титаномагнетитові руди
Титаномагнетитові руди — різновид магнетитових руд — комплексні (Fe — Ti — V) руди магматичних родовищ.
Схеми збагачення комплексних титаномагнетитових та ільменіт-титаномагнетитових руд включають багатостадійну мокру магнітну сепарацію. Відходи магнітної сепарації з метою виділення з них в титановий концентрат ільменіту збагачуються флотацією або гравітаційним способом з наступною магнітною сепарацією в полі високої інтенсивності.